# مذبحة ميكير
مذبحة ميكير (بالإنجليزية: Meeker Massacre)‏. تُعرف أيضاً باسم حرب النهر الأبيض وحرب أوتي أو حملة أوتي مجموعة من النزاعات التي بدأت عندما هاجمت مجموعة من قبائل أوتي الوكالة الأمريكية في النهر الأبيض في 29 سبتمبر 1879، ما أسفر عن مقتل المفوض ناثان ميكير وموظفيه العشرة، وأخذ النساء والأطفال كرهائن. استدعي جيش الولايات المتحدة من فورت ستيل في وايومنغ عقب هذه الحادثة. وقع هجوم آخر في ميلك كريك على القوات الأمريكية التي كانت تحت قيادة الرائد توماس ثورنبرغ، ما أسفر عن مقتل الرائد و13 من جنوده، استدعيت قوات دعم إضافية، ما أدى إلى مزيد من النزاعات.
أدى الصراع في نهاية المطاف لإجلاء قبائل أوتي عن منطقة النهر الأبيض داخل كولورادو، وتقليص حيازتهم للأراضي في كامل كولورادو. تعتبر هذه المعارك الهزيمة النهائية للأوتي، والتي أدت لدخول مساحات شاسعة من الأراضي الأمريكية تحت سيطرة الرجل الأبيض.

## خلفية
كان عمال المناجم البيض بحلول سبعينيات القرن التاسع عشر يعتدون على الأراضي الممنوحة للمواطنين الأصليين بموجب معاهدة (خمسين - تسعين). كان أفراد سلاح الفرسان التاسع في الفترة الممتدة من عام 1875 إلى أوائل خريف 1879 الجنود الوحيدين في جنوب كولورادو، في حين كانت القوات الأمريكية تقاتل قبائل الأباتشي في نيو مكسيكو، وتمركز فصيلان فقط من هذه القوات بالقرب من كولورادو، حيث كانت الفصيلة كيه ترافق مساحي الأراضي الذين يرسمون الحدود بين كولورادو ويوتا، أما الفصيلة دي فكانت تقوم بدوريات بين فورت لويس وفورت غارلاند.
عُيِّن ناثان ميكير وكيلاً أمريكياً للتفاوض مع الهنود الحمر باسم حكومة الولايات المتحدة الأمريكية في عام 1878. وقد حصل ميكير على هذا التعيين على الرغم من افتقاره إلى الخبرة في التعامل مع الأمريكيين الأصليين. حاول ميكير عندما كان يعيش بين قبائل أوتي توسيع صلاحياته والتدخل في الشؤون الدينية والزراعية لهذه القبائل التي كانت معتادة على أسلوب حياة الصيد (خصوصاً صيد البيسون الموسمي)، وعلى عكس ذلك تماماً طلب منهم ميكير التحول إلى حياة الاستقرار والزراعة، بالإضافة إلى محاولاته فرض الزراعة كان يحاول أيضاً تحويل القبائل التي تسكن في محيط النهر الأبيض إلى المسيحية، وأثار غضب الأوتي بحرث حقل كانوا يستخدمونه لرعي الخيول وسباقاتها. بالإضافة إلى ذلك قاد فريدريك ووكر بيتكين حاكم ولاية كولورادو المنتخب حديثاً حملة عنوانها «يجب طرد الأوتي». قدم الحاكم وسياسيون محليون آخرون ومستوطنون ادعاءات مبالغ فيها ضد الأوتي في محاولة منهم لطردهم من الأراضي الخصبة، إذ احتلت قبيلة أوتي هذه الأرض الخصبة الغنية بالأنهار واحتفظت بها بموجب معاهدة عام 1867.

## النزاعات

### الهجوم على وكالة النهر الأبيض
حدثت مشادة كلامية بين ناثان ميكير وأحد زعماء قبيلة أوتي، وقد حدث ذلك بعد أن بدأ ميكير محاولات تغيير نمط حياة قبيلة أوتي. طلب ميكير المساعدة العسكرية مدعياً أنه تعرض لاعتداء من قبل الزعيم الهندي، وطرد من منزله.
هاجمت قبيلة أوتي الوكالة الأمريكية في النهر الأبيض في 29 سبتمبر 1879، ما أسفر عن مقتل ميكير وعشرة رجال يعملون معه في الوكالة. وقع الهجوم على الوكالة بالتزامن مع كمين آخر قام به الأوتي للرائد توماس ثورنبرغ وجنوده في ميلك كريك، وكان من بين القتلى: ناثان ميكير وفرانك دريسر وهنري دريسر وجورج إيتون وويلمر إي إسكريدج وكارل غولدستين ودبليو إتش بوست وشادويك برايس وفريد شيبارد وآرثر ثومبسون وشخص آخر مجهول، واحتجز المهاجمون بعض النساء والأطفال كرهائن لمدة 23 يوماً، واستخدموهم للتفاوض مع ممثلي الحكومة. كان من بين الأسرى امرأتان من عائلة ميكير هما: زوجته أرفيلا، وابنته جوزفين التي كانت قد تخرجت للتو من الجامعة، وبدأت العمل كمدرسة وطبيبة.